# Mandiraja
Mandiraja è il nome di un distretto (Kecamatan Mandiraja) della reggenza di Banjarnegara nella provincia di Giava Centrale, in Indonesia

## Lista dei villaggi
Il sottodistretto Mandiraja ha 16 villaggi:
- Mandirajawetan
- Mandirajakulon
- Banjengan
- Kebakalan
- Kertayasa
- Panggisari
- Blimbing
- Purwasaba
- Candiwulan
- Simbang
- Glempang
- Kebanaran
- Kaliwungu
- Salamerta
- Somawangi
- Jalatunda